# VoIP-Telefonanlage
Eine VoIP-Telefonanlage, kurz für voice-over-IP-Telefonanlage (englisch voice-over-IP, deutsch „Sprache über Internetprotokoll“), auch virtuelle Telefonanlage oder IP-Telefonanlage genannt, ist eine Telefonanlage, die VoIP-fähige Endgeräte nutzt. Eine VoIP-Telefonanlage benötigt keinen herkömmlichen Telefonanschluss mehr, sondern wickelt die Gespräche über eine Internet-Verbindung ab. Eine weitere Bezeichnung für eine VoIP-Telefonanlage ist IP-PBX (kurz für Private Branch Exchange).
Die IP-Telefonie nimmt in Deutschland immer stärker zu, sowohl im privaten Bereich, als auch in der Geschäftstelefonie. So nutzten laut einem Bericht der Bundesnetzagentur Ende 2016 bereits über 25 Millionen Menschen die VoIP-Technologie.

## Funktionsweise einer VoIP-Telefonanlage
In der IP-Telefonie werden die Sprachinformationen per Voice-over-IP über eine Internet-Datenleitung weitergegeben. Die digitalen Informationen werden über das Netzwerkprotokoll Session Initiation Protocol (SIP) übertragen. Daher müssen sich die Nutzer der VoIP-Telefonanlage zunächst über ihre persönliche  SIP-Adresse anmelden. Diese Anmeldung läuft über einen SIP-Server. Die Verbindung zwischen den VoIP-Endgeräten kommt nun zustande, indem sich diese durch eben jenen SIP-Server über die IP-Adresse der anderen Geräte vernetzen. Somit entfallen Verkabelungen, wie man sie von herkömmlichen Telefonanlagen wie ISDN oder der analogen Telefonie kennt.
Telefonieren mindestens zwei Personen über eine VoIP-Telefonanlage miteinander, wird auf der Seite des Sprechenden die Sprache aus analoger Form in digitale Datenform umgewandelt. Auf der anderen Seite werden beim Zuhörer die einzelnen Datenpakete zur ursprünglichen Sprachinformation wieder zusammengesetzt.

### Gesprächsübertragung mit dem richtigen Codec
Ein Codec ist ein Algorithmus, der die Sprache der Teilnehmer eines virtuellen Telefongesprächs zunächst kodiert und im Anschluss wieder dekodiert (englisch encode und decode). Es gibt verschiedene Codecs, die jeweils besondere Vorteile und Anforderungen haben.
So unterscheiden sich die diversen Codecs hinsichtlich:
- Sprachqualität
- benötigter Datenübertragungsrate
- Datenkompression und benötigter Rechenleistung
- Bitrate (variabel oder fest)
- Verbreitung

Einige Codecs bieten beispielsweise eine bessere Sprachqualität als andere. Jedoch kann man als Nutzer nicht pauschal einen Codec wählen, da die Funktionalität des Codecs von weiteren Faktoren abhängt. So müssen zum Beispiel alle Endgeräte und die VoIP-Telefonanlage selbst den Codec unterstützen.
Häufig genutzte Codecs sind:
- G.711 (ca. 100 kbit/s, unkomprimiert, Qualität sehr gut)
- G.722 (ca. 100 kbit/s, unkomprimiert, Qualität sehr gut)
- G.729 (ca. 15 kbit/s, komprimiert, Qualität sehr gut bis gut)

### Codec G.711 (a-law oder u-law)
Der Codec G.711 kommt sehr häufig vor und bietet sehr gute Sprachqualität in der Qualität von ISDN. Die benötigte Datenübertragungsrate liegt bei ca. 100 kbit/s, inklusive Overhead. Der Codec G711 wird von beinahe allen Endgeräten und VoIP-Telefonanlagen unterstützt.

### Codec G.722 (IP-Telefonie in HD-Qualität)
Der Codec G.722 ermöglicht VoIP-Telefonanlagen, IP-Telefonie in HD-Qualität durchzuführen. Hierbei wird ebenfalls eine Datenübertragungsrate von ca. 100 kbit/s benötigt. Das übertragene Frequenzspektrum ist jedoch höher, wodurch Gesprochenes und Musik besser klingen. Diese Qualität wird oft jedoch ausschließlich intern innerhalb der VoIP-Telefonanlage erreicht. Beim Telefonieren nach außen ins Festnetz oder Mobilfunknetz ist jedoch weiterhin Gesprächsqualität von ISDN gegeben.

### Codec G.729
Der Codec G.729 ist ein gebührenfreier Schmalband-Audiodatenkompressionsalgorithmus, der eine Framelänge von 10 Millisekunden erfordert. Der Audio-Codec benötigt lediglich eine niedrige Bandbreite von 8 Kbit/s. Er gilt heute als Standard in der Internet-Telefonie.    

## Vorteile einer VoIP-Telefonanlage gegenüber einer herkömmlichen Telefonanlage
Die VoIP-Telefonanlage bietet einige Vorteile gegenüber herkömmlichen Telefonanlagen. So kann sich die VoIP-Telefonanlage mit einer großen Bandbreite von VoIP-fähigen Endgeräten verbinden, wie zum Beispiel VoIP-Telefonen, Smartphones mit entsprechender Softclient-Applikation oder einem Softphone (VoIP-Software für den PC).
Zudem besteht die Möglichkeit, über einen Analog-Telefon-Adapter (ATA) ein analoges Telefon an die VoIP-Telefonanlage anzuschließen. Auf diese Weise kann das alte analoge Equipment weiterhin genutzt und trotzdem über VoIP telefoniert werden.
Hinsichtlich der Gesprächsqualität gibt es zwischen VoIP-Telefonen, Softclients und Softphones keine Unterschiede. Einzig entscheidend ist die Geschwindigkeit der Internetverbindung. Als allgemeine Regel gilt, dass 100 kbit/s pro Sprachkanal (Upload und Download) an Breitbandverbindung bereitstehen, ansonsten kann es zu einer Minderung der Gesprächsqualität kommen. Dementsprechend muss ein Betrieb, der gleichzeitig mehrere Telefonate führen muss, ausreichend Datenübertragungsrate zur Verfügung haben.

## Unterschiede zwischen VoIP-Telefonie und anderen Telefoniediensten über PC
Oft gibt es eine Verwechselung zwischen der VoIP-Technologie und der Sprach-/Videotelefonie über Dienste wie Skype und ooVoo. Der Unterschied besteht hauptsächlich darin, dass bei Telefoniediensten keine Verbindung zum öffentlichen Telefonnetz zustande kommt. Dies ist jedoch bei einer VoIP-Telefonanlage der Fall. Außerdem bekommt man im Zusammenhang mit einer VoIP-Telefonanlage von der Bundesnetzagentur ortsgebundene Vorwahlen zugeteilt.